# Al-Muktafi
Abū Muḥammad ʿAlī ibn Aḥmad ibn Ṭalḥa ibn Jaʿfar ibn Muḥammad ibn Hārūn al-Muktafī bi'Llāh arab. ‏أبو محمد علي بن أحمد‎), znany również jako al-Muktafī bi-Llāh (arab. ‏المكتفي بالله‎, "Zadowolony tylko z Boga"; ur. 877/8 – zm. 13 sierpnia 908 w Bagdadzie) – siedemnasty kalif Abbasydów.

## Życiorys
Przyszedł na świat w 887/8 roku jako Ali ibn Ahmad. Jego ojcem był przyszły kalif Al-Mu’tadid, a matką turecka Umm al-walad Jijak. Był on pierwszym kalifem nazwanym na cześć kalifa Alego.

### Kalifat
Kiedy al-Mu’tadid zmarł 5 kwietnia 902 roku, al-Muktafi zastąpił go bez sprzeciwu. Wezyr jego ojca, Al-Kasim ibn Ubajd Allah, nakazał złożenie przysięgi wierności w jego imieniu i podjął środki ostrożności, zamykając wszystkich książąt Abbasydów do czasu przybycia Al-Muktafiego z Rakki do Bagdadu (20 kwietnia).
Historyk At-Tabari, który żył za czasów kalifatu Al-Muktafiego, opisuje go jako "średniego wzrostu, przystojnego, o delikatnej cerze, z [pełną głową] pięknych włosów i bujną brodą".
Al-Muktafi odziedziczył po ojcu miłość do budowli, co spowodowało, że ukończył projekt pałacowy ojca, pałac Taj Palace w Bagdadzie, do którego wykorzystał cegły z pałacu władców Sasanidów w Ktezyfonie.

### Rola wezyra Al-Kasima
Al-Muktafi nie był tak wytrwały jak jego ojciec i łatwo ulegał wpływom urzędników dworskich. Wczesny okres jego kalifatu był zdominowany przez wezyra al-Kasima ibn Ubayd Allaha. Był bardzo zdolnym człowiekiem, a także ambitnym; zaplanował zabójstwo al-Mu’tadida na krótko przed śmiercią tego ostatniego, a teraz bezlitośnie wyeliminował wszystkich rywali o wpływy na nowego kalifa.
Tak więc al-Kasim nakazał egzekucję uwięzionego władcy Saffarydów, Amra ibn Lajs as-Saffara, gdy al-Muktafi, zaraz po przybyciu do Bagdadu, zapytał go o samopoczucie i dał do zrozumienia, że chciałby go dobrze traktować. Niedługo potem wezyrowi udało się zdyskredytować lojalnego dowódcę naczelnego al-Mu’tadida, Badra al-Mu’tadidiego. Badr został zmuszony do ucieczki z Bagdadu, ale poddał się po obietnicy ułaskawienia od agentów wezyra, tylko po to, by zostać straconym 14 sierpnia. Kilka dni później Al-Kasim nakazał aresztowanie wuja kalifa, Abd al-Wahida, syna Al-Muwaffaka, o którym słuch po nim zaginął.
W biurokratycznych zmaganiach tego okresu, al-Kasim ibn Ubayd Allah sprzyjał Banu’l-Jarrah i sprzeciwiał się pro-szyickim skłonnościom Banu’l-Furat. Wiodący przedstawiciel Banu’l-Furat, Abu’l-Hasan Ali ibn al-Furat, uniknął śmierci tylko dzięki śmierci samego wezyra w 904 roku. Przed śmiercią al-Kasim nominował na swoich następców albo al-Abbasa ibn al-Hasana al-Jarjara’i, albo Alego ibn Isę al-Jarraha, ale ten drugi odmówił objęcia stanowiska, a Ali ibn al-Furat szybko zyskał względy al-Abbasa al-Jarjara'i i kalifa.

## Śmierć i dziedzictwo
Za czasów władania Al-Muktafiego kalifat odzyskiwał dawną świetność. Jego polityka fiskalna, oparta na polityce jego ojca, zapewniała również dobrobyt i pełny skarbiec, pomimo drenażu i spustoszenia spowodowanego nieustanną wojną.
W trakcie swojego dzieciństwa, ale i w czasach panowania, Al-Muktafi był chorowity. Późną wiosną 908 roku poważnie zachorował i przez około trzy miesiące kalif leżał niezdolny do służby, jego sytuacja na przemian się poprawiała i pogarszała. Wkrótce jednak stało się jasne, że nie przeżyje choroby. Chociaż miał dziewięciu synów, wszyscy w tamtym momencie nie byli pełnoletni i z powodu choroby nie mógł wyznaczyć następcy. Ostatecznie następcę Al-Muktafiego wyznaczył wezyr Al-Abbas ibn al-Hasan al-Dżardżara’i i został nim Dżafar, który później będzie znany jako Al-Muktadir. Historyk Hugh N. Kennedy nazwał ten wybór „złowrogim wydarzeniem” i zapoczątkował „jedno z najbardziej katastrofalnych rządów w całej historii Abbasydów [...] ćwierć wieku, w którym całe dzieło poprzedników [Al-Muktadira] zostało zniweczone”.
Al-Muktafi zmarł 13 sierpnia 908 roku. Podobnie jak jego ojciec, został pochowany w Pałacu Tahiryd w Bagdadzie.